# Henri Andrieux
Henri Andrieux (Parijs, 23 september 1931 – Villejuif, 2 januari 2008) was een Frans wielrenner die zowel actief was op de baan- als de weg.

## Carrière
Andrieux was in zijn carrière veelal actief in baanwedstrijden. Nadat hij succesvol was bij de amateurs zowel in regionale als nationale wedstrijden, werd hij in 1952 voor het eerst nationaal kampioen op het onderdeel achtervolging. Eveneens in 1952 nam hij deel aan de Olympische Zomerspelen 1952, op het onderdeel ploegenachtervolging haalde de Franse ploeg het tot de halve finale. Uiteindelijk eindigde ze vierde.
In 1953 prolongeerde hij tweemaal zijn nationale titel op het onderdeel achtervolging. De titel behaalde hij eveneens in 1954 en 1955.
Op de weg behaalde hij geen professionele overwinningen.

## Palmares
| Jaar | FK                            | EK | WK | Overige                     |
| ---- | ----------------------------- | -- | -- | --------------------------- |
| 1952 | achtervolging                 |    |    | OS: 4e ploegenachtervolging |
| 1953 | achtervolging · achtervolging |    |    |                             |
| 1954 | achtervolging · achtervolging |    |    |                             |
| 1955 | achtervolging · achtervolging |    |    |                             |
| 1956 | achtervolging                 |    |    |                             |